# Labroides
Labroides Bleeker, 1851 è un genere di pesci d'acqua salata appartenenti alla famiglia Labridae.

## Etimologia
Il nome Labroides deriva dal greco e significa pesce simile alla spigola.

## Distribuzione
Provengono dall'oceano Pacifico e, in parte, dall'oceano Indiano.

## Tassonomia
Questo genere comprende le seguenti specie:
- Labroides bicolor
- Labroides dimidiatus
- Labroides pectoralis
- Labroides phthirophagus
- Labroides rubrolabiatus